# گاگیک گینوسیان
گاگیک مارتیروسی گینوسیان (ارمنی: Գագիկ Մարտիրոսի Գինոսյան؛  زادهٔ ۳ اوت ۱۹۶۶ - درگذشته ۶ فوریهٔ ۲۰۲۴) طراح رقص متخصص در زمینه رقص‌های قوم‌نگاری و سایبرنتیست اهل ارمنستان بود. وی همچنین در جنگ اول قره‌باغ شرکت نمود.

## زندگی‌نامه
وی در ۳ اوت ۱۹۶۶ در آخالتسیخه به دنیا آمد و از دانشگاه ملی پلی‌تکنیک ارمنستان (۱۹۹۰) فارغ‌التحصیل گشت. همچنین برندهٔ جوایزی همچون مدال گارگین نژده (۲۰۱۲)، مدال طلای وزارت فرهنگ جمهوری ارمنستان (۲۰۱۲)، چهره فرهنگی شایسته جمهوری ارمنستان (۲۰۱۱)، مدال شجاعت، مدال وازگن سارگسیان، مدال بیستمین سالگرد نیروهای مسلح ارمنستان (۲۰۱۲) و  (۱۹۹۷) شده است. وی در۶ فوریهٔ ۲۰۲۴ در سن ۵۷ سالگی درگذشت.

## نگارخانه

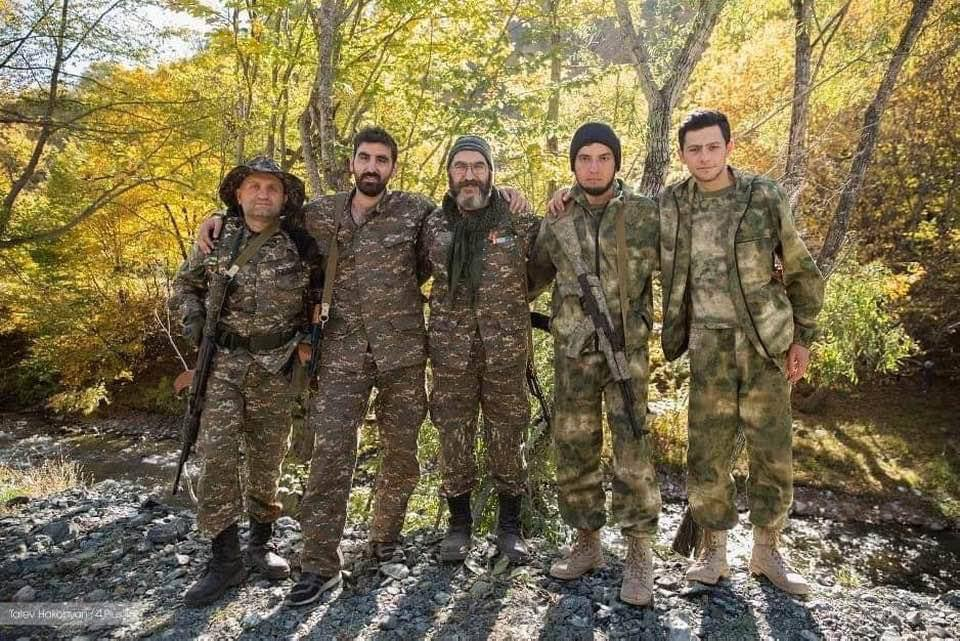
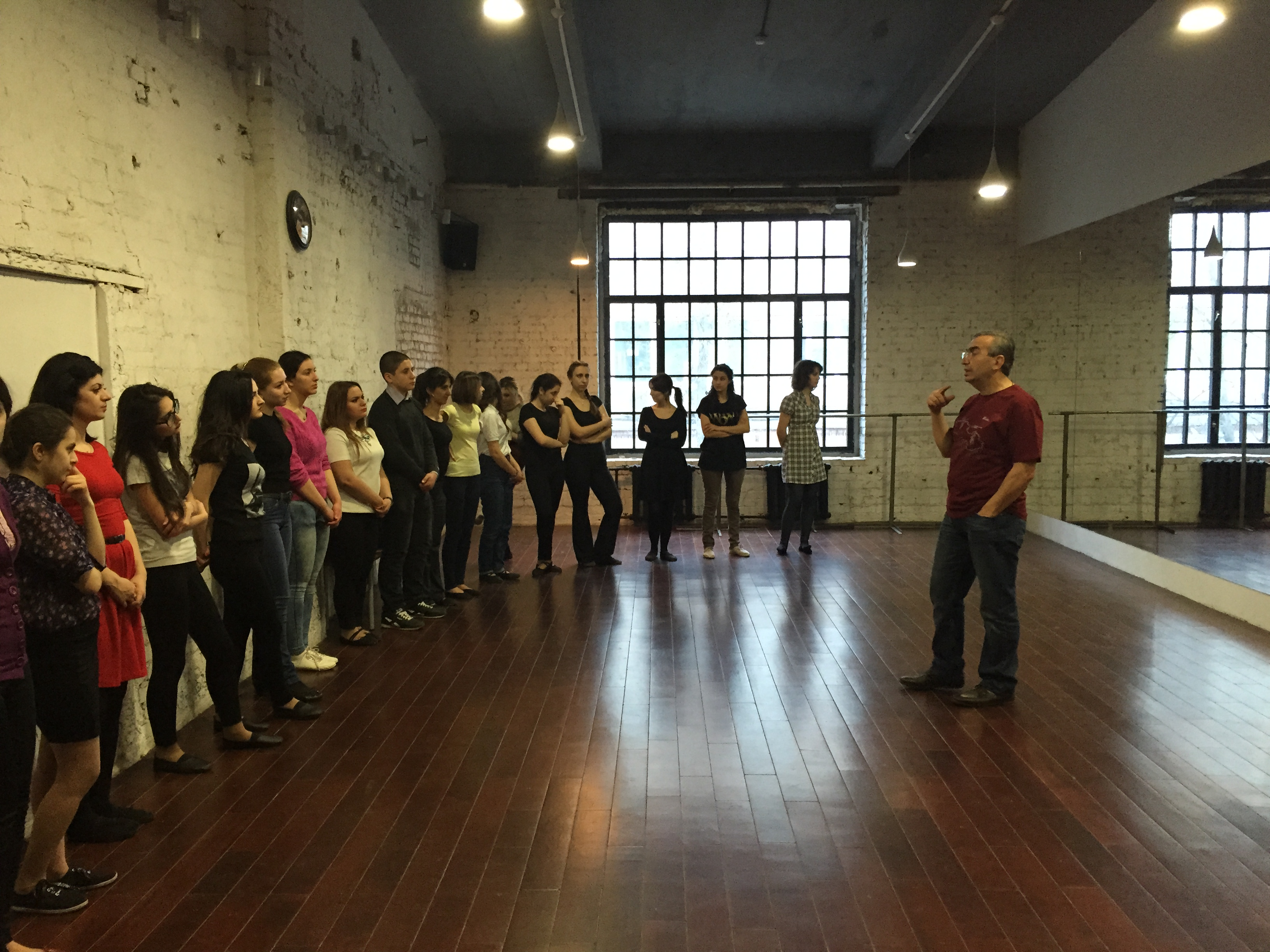
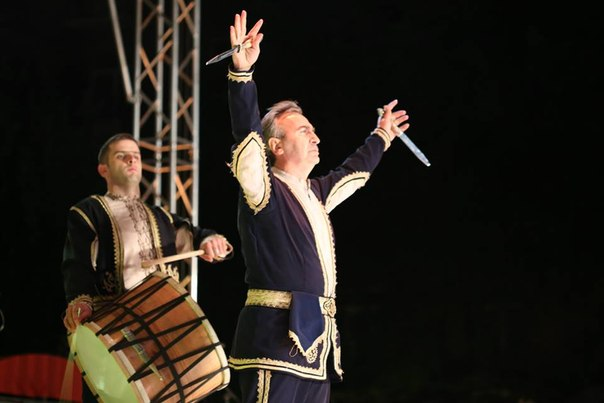
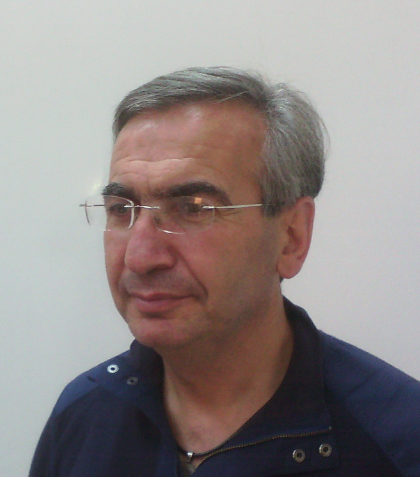

## آثار
- Երկեր «Ողջո՜յն, տղե՛րք»

## یادداشت
1. ↑  Նելլի Սարգսյան
2. ↑  Անի Գինոսյան, Ծովինար Գինոսյան
3. ↑  Մարտիրոս Գինոսյան
4. ↑  Ծովինար Թորոյեան-Գինոսյան
5. ↑  Կիբեռնետիկ
6. ↑  ՀՀ ՊՆ «ՀՀ զինված ուժեր ۲۰ տարի» հոբելյանական մեդալ
7. ↑  hy:Արծիվ-մահապարտներ